# Aparallactus niger
Aparallactus niger är en ormart inom familjen stilettormar som tillhör släktet tusenfotingssnokar. Arten är giftig för djur, dock oftast inte för människor. Den finns i Guinea, Sierra Leone och Elfenbenskusten i för dessa länder typisk terräng och är en grävande orm. Den äter bland annat tusenfotingar.